# Kup Hrvatske u odbojci za muškarce 2015.
Kup Hrvatske u odbojci za muškarce za 2015. godinu je osvojila Mladost iz Zagreba. 

Kup je igran u jesenskom dijelu sezone 2015./16.

## Rezultati

### 1. kolo
Prvi susreti su igrani 3. i 4. listopada, a uzvrati 21. listopada 2015. godine.
| klub1            | klub2                                  | 1. ut    | 2. ut    |
| ---------------- | -------------------------------------- | -------- | -------- |
| Split            | Mladost Marina Kaštela (Kaštel Lukšić) | 0:3      | 0:3      |
| Borovo - Vukovar | Mladost Proenergy Zagreb               | 0:3      | 0:3      |
| Varaždin Volley  | Mursa - Osijek                         | 0:3      | 0:3      |
| Sisak            | Gorica (Velika Gorica)                 | 3:1      | 2:3      |
| Mlaka Rijeka     | Centrometal Črečan                     | 0:3      | 0:3      |
| Centurion Pula   | Rovinj                                 | 0:3 p.f. | 0:3 p.f. |
| Šibenik 91       | Rijeka                                 | 2:3      | 1:3      |
| Zadar            | Karlovac                               | 1:3      | 1:3      |

### Četvrtzavršnica
Prve utakmice igrane 4. studenog, a uzvrati 25. studenog 2015.
| klub1              | klub2                                  | 1. ut | 2. ut |
| ------------------ | -------------------------------------- | ----- | ----- |
| Rijeka             | Mladost Marina Kaštela (Kaštel Lukšić) | 1:3   | 0:3   |
| Karlovac           | Mladost Proenergy Zagreb               | 1:3   | 0:3   |
| Rovinj             | Mursa - Osijek                         | 3:2   | 0:3   |
| Centrometal Črečan | Sisak                                  | 2:3   | 1:3   |

### Završni turnir
Igrano 19. i 20. prosinca 2015. u Zagrebu u dvorani Dom odbojke - Bojan Stranić.
| klub1                    | rez.          | klub2                                  |
| poluzavršnica            | poluzavršnica | poluzavršnica                          |
| ------------------------ | ------------- | -------------------------------------- |
| Mursa - Osijek           | 1:3           | Mladost Marina Kaštela (Kaštel Lukšić) |
| Sisak                    | 2:3           | Mladost Proenergy Zagreb               |
|                          |               |                                        |
| za pobjednika            |               |                                        |
| Mladost Proenergy Zagreb | 3:2           | Mladost Marina Kaštela (Kaštel Lukšić) |

## Poveznice
- Kup Hrvatske u odbojci za muškarce
- 1.A liga 2015./16.
- 2.A HOL 2015./16.
- Kup za žene 2015.